# Harald Lundquist
Gustaf Harald Adolf Lundquist (ursprungligen Lundkvist; artistnamn: Bob Larny), född den 15 november 1913 i Gnarp i Gävleborgs län, död där den 5 augusti 1995, var en svensk kompositör, orkesterledare och sångare.  
Lundkvists orkester var den som 1937 invigde den nya dansbanana Galejan på Skansen och spelade där även de två följande säsongerna (varefter engagemanget övertogs av Thore Ehrlings orkester).

## Filmmusik
- 1952 - Kronans glada gossar

## Filmografi
- 1939 - Åh, en så'n grabb